# Icterus oberi
El turpial de Montserrat (Icterus oberi) es una especie de ave paseriforme de la familia Icteridae. Habita en una pequeña área en la isla de Montserrat en las Antillas Menores, es el ave nacional de este territorio británico.
Está amenazada por pérdida de hábitat, y ha sido clasificada como en peligro crítico por BirdLife International, con una población actual estimada de entre 200 y 800 aves. Gran parte de su hábitat fue destruido por la deforestación, el huracán Hugo y la actividad volcánica entre 1995 y 1997.